# Obléhání Budína (1541)
Obléhání Budína (4. května – 21. srpna 1541) skončilo dobytím města Budína, historického hlavního města Uherského království, Osmanskou říší, což vedlo k přibližně 150 letům osmanské nadvlády v částech Uher. Toto obléhání, součást tzv. Malé války v Uhrách, představovalo jedno z nejzásadnějších osmanských vítězství nad Habsburskou monarchií během osmansko-habsburských válek (16. až 18. století) v Uhersku a na Balkáně. Kromě vojenského významu se tento konflikt stal i symbolickým bodem obratu, který ovlivnil mocenské uspořádání ve střední Evropě.

## Pozadí a přípravy
Po bitvě u Moháče se Uherské království rozdělilo mezi Osmanskou říši, postupující z východu, a Habsburskou monarchii, která získala titul uherského krále. Osmanský vazal Jan I. zemřel v roce 1540 a jeho mladý syn Jan II. byl korunován pod regentstvím jeho matky Isabely Jagellonské a biskupa Jiřího Martinuzziho. Sulejman Nádherný souhlasil s touto korunovací pod podmínkou, že Uhersko bude i nadále platit daně osmanskému sultánovi, což však Habsburkové neakceptovali. V rámci příprav na konflikt byl Ferdinand I., rakouský arcivévoda a Habsburk, nucen shromáždit armádu čítající 50 000 mužů složenou z jednotek z Rakouska, německých knížectví, Čech, a uherských sil. Již v roce 1530 se pokusila rakouská armáda pod velením Wilhelma von Roggendorffa dobýt Budín, avšak neúspěšně – přestože městské hradby byly poněkud slabé, strategická poloha hradu komplikovala jeho dobývání. V roce 1534 biskup Jiří urychleně nechal hrad opevnit, aby ochránil město před dalším útokem, a krátce před svou smrtí v roce 1540 Jan Zápolský vydal poslední příkazy obráncům, aby dodržovali sjednané podmínky a neuznávali Ferdinanda jako vládce celého Uherska.
Přípravy zahrnovaly i finanční opatření – v roce 1541 Ferdinand zvýšil daně a vyzval uherskou šlechtu ke spolupráci, což však zároveň vyvolalo neshody a vnitřní rozpory mezi uherskými velmoži.

## Průběh obléhání

### Habsburská ofenzíva
V létě 1541 shromážděná habsburská armáda pod velením Wilhelma von Roggendorffa zahájila obléhání Budína. V jejích řadách byly jednotky rakouských, německých, českých a uherských vojáků, avšak vedení ostrohu bylo značně chaotické a několik útoků skončilo katastrofálními ztrátami. V prvních dnech se vojska soustředila na obléhání města, přičemž byly podnikány pokusy o podkopávání hradních zdí a bombardování pomocí devíti těžkých děl, která byla rozmístěna tak, aby zničila obranné stavby (např. věž Erdélyi) a přerušila zásobovací cesty města. Již 3. května dorazil von Roggendorf do oblasti Óbudy, kde rozmístil svůj tábor a zahájil přípravné útoky. Jeho vyslaní velitelé (včetně krakovského probošta a kanovníka) měli vyjednávat s královnou Isabelou o možném předání hradu výměnou za návrat do bezpečí, což však vyvolalo podezření a vedlo k dalšímu napětí.
Mezitím se obranné síly v Budíně reorganizovaly. Obranu vedl biskup Jiří, který se osobně zapojil do bojů a aktivně dohlížel na opravné práce hradních zdí. Mezi klíčové postavy patřil též hrabě Bálint Török, velící obranným jednotkám, a další významní důstojníci, jako například budínský hrabě Orbán Batthyány a Bálint Markos, kmotři mladého krále Jana II. Obránci rozšířili obranné linie – na území Budína byly postaveny nové zdi, baštové věže a dokonce se vybudoval obranný systém na Gellértově hoře, který měl chránit dodávky vody a zásob přivážených po Dunaji.

### Příchod osmanských posil a rozhodující bitva
Na pozadí rostoucího neúspěchu habsburské armády se Sulejman Nádherný rozhodl osobně zasáhnout a vyrazil se se svými posilami. Jeho uvolněná armáda, zahrnující 6 362 janičárů, dorazila k Budínu 21. srpna 1541 a okamžitě se pustila do boje proti von Roggendorfově vojákům. V rozhodující bitvě byla habsburská armáda drtivě poražena – zhruba 20 000 mužů bylo zabito nebo se utopilo v řece a samotný von Roggendorf, který byl zraněn, zemřel o dva dny později.
Sulejman I. pozval mladého krále Jana II. Zikmunda spolu s uherskými velmoži do svého stanu, zatímco osmanští vojáci, převlečení za „turisty“ obdivující architekturu Budína, se tiše vkrádali do hradu. V pravý moment, na znamení sultána „Ještě bude černá polévka!“, osmanské jednotky vytasily své zbraně a zbavily stráže veškeré zbroje. Všichni velvyslanci byli zbaveni zbraní, s jedinou výjimkou – Bálinta Töröka, kterého Sulejman považoval za potenciálně nebezpečného protivníka, a proto byl zajat a poslán do pevnosti Jedikule, kde zbytek života strávil v zajetí.

## Bojové střety a taktické manévry

### Úvodní dny a přípravné útoky
Během prvních dnů se vojska Habsburků pokoušela o soustavné bombardování hradeb a budování obléhacích stavení, aby zlomila obranné linie města. Na Gellértově hoře byly rozmístěny těžké dělostřelecké pozice, které měly zásadní úlohu při útocích na brány a věže, zejména u Vídeňské brány a na Erdélyiho baště. V této fázi se rovněž uskutečnily pokusy o podkopávání hradeb – Habsburkové vyhloubili několik jam, avšak obránci okamžitě zareagovali nasazením svých hornických jednotek, které útoky neutralizovaly.

### Zintenzivnění bojů
Od začátku května se boje stupňovaly. Dne 3. května von Roggendorf dorazil do Óbudy, kde se jeho vojska začala ustavičně přesazovat a obsazovat přilehlé čtvrti. V průběhu následujících dnů byl kladen důraz na přesnou koordinaci útoků – například Perényi, který měl za úkol vést útok na Vídeňskou bránu a severovýchodní věž, měl k dispozici specializované dělostřelecké jednotky, zatímco další útok byl plánován z Gellértovy hory.
Kromě přímých útoků se Habsburkové snažili o psychologický tlak – tajná jednání mezi královnou Isabelou a velitelem von Roggendorfem, jejichž cílem bylo přesvědčit obránce, aby se vzdali. Tato tajná jednání však vyvolala nespokojenost a nedůvěru mezi uherskými velmoži, což nakonec oslabilo obranu města.

### Logistické problémy a vnitřní rozpory
Jak obléhání pokračovalo, habsburská armáda čelila zásadním logistickým problémům. Nedostatek potravin a vody, neustálé přepadání a vysoké ztráty – například během jednoho z útoků padlo až 224 mužů – vedly ke zhoršení morálky a postupnému oslabování obranných sil. Navíc se mezi velením objevily rozpory; někteří velitelé kritizovali von Roggendorffovo neefektivní řízení a jeho neschopnost sjednotit různé národnosti ve své armádě.
Do poloviny června se zásoby v budínských hradbách téměř vyčerpaly, což vyústilo v opatření, jako bylo konzumování masa z koní a vznik epidemie, kdy podle některých záznamů zůstalo obráncům jen asi 1 200 mužů.

## Následky a důsledky
Obléhání Budína se ukázalo jako klíčové vítězství Osmanské říše proti Ferdinandovi a Habsburkům. Toto vítězství umožnilo Osmanské říši obsadit střední Uhersko na přibližně 150 let a mělo srovnatelný význam s bitvou u Moháče v roce 1526. Po porážce se Ferdinand pokusil v roce 1542 opět získat Budín a Pešť, avšak tyto snahy byly osmanskými vojsky zmařeny.
Karel V. se o porážce svého bratra Ferdinanda dozvěděl při svém příjezdu do Janova 8. září 1541. S touhou po pomstě se vydal na výpravu proti Alžíru, která také skončila porážkou Habsburků.
Po obléhání se Osmanská říše rozhodla zorganizovat novou správní jednotku – Budínský ejálet, jehož vznik znamenal definitivní začátek osmanské nadvlády v regionu až do roku 1686. Ztráty Habsburků byly ohromné: při posledních útocích padlo až 16 000 mužů, zásoby, dělostřelectvo a další vojenské vybavení padlo do rukou Osmanů. Navíc se rozpadla i vnitřní jednota mezi uherskými šlechtici, kteří mezi sebou rozpoutali boje a konflikty, což umožnilo Osmanské říši využít situace a upevnit svou moc.
Sulejman I., vědom si symbolického významu vítězství, využil této situace k dalšímu upevnění své moci. Po obsazení města následovaly násilné výpravy osmanských tatarských jednotek, které ničením a rabováním zasáhly nejen Budín, ale i přilehlá města jako Ostřihom, Székesfehérvár a dokonce oblasti okolo Nitry.

## Závěr
Obléhání Budína v roce 1541 představuje rozhodující moment v osmansko-habsburských válkách. Jeho důsledky ovlivnily nejen územní uspořádání Uherska, ale také další vývoj mocenských poměrů ve střední Evropě. Rozčarované a rozdrobené síly Habsburků byly poraženy nejen díky vojenské převaze, ale také vnitřním neshodám a neefektivnímu velení. Osmanská nadvláda, která následovala, změnila politickou a kulturní podobu regionu na téměř 150 let až do osvobození Budína v roce 1686.
Historické analýzy navíc poukazují na to, že kdyby obránci pod velením biskupa Jiřího dokázali lépe sjednotit své síly a efektivněji využít obranných předností Budína, osmanský útok by mohl být zmařen. Přesto se však Osmanská říše, vedená moudrým a strategicky smýšlejícím Sulejmanem I., rozhodla využít situace a definitivně obsadit Budín, čímž se obléhání stalo jedním z klíčových milníků v dějinách regionu.